# 八軒家船着場

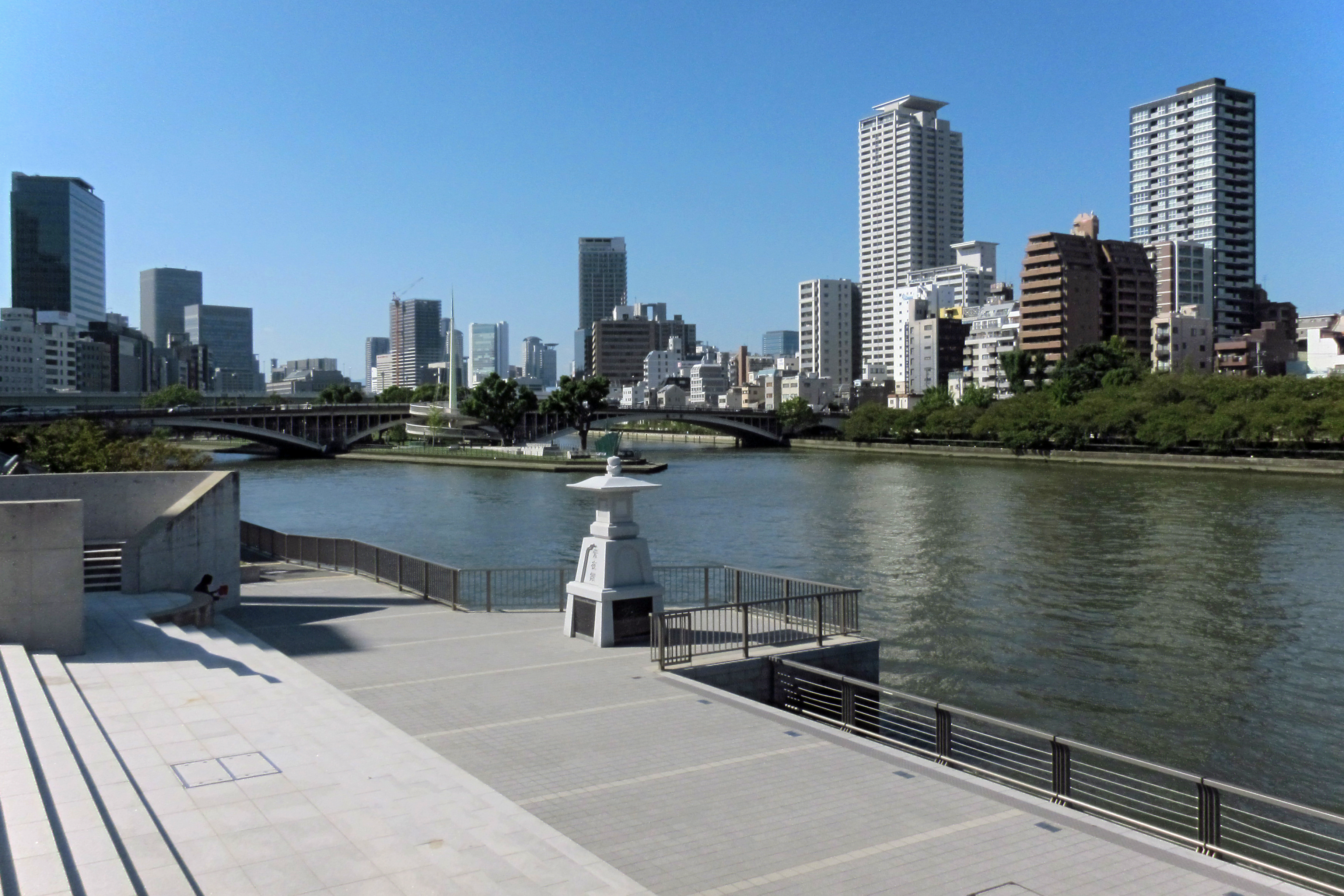
八軒家船着場

八軒家船着場（はちけんやふなつきば）は、現在の大阪府大阪市中央区天満橋京町・北浜東にあった係留施設。
この項目では、かつて旧淀川（大川）左岸に設けられた船着場・八軒家浜（はちけんやはま）の歴史および、その歴史にちなんで2008年に開設された観光用岸壁の八軒家浜船着場（はちけんやはまふなつきば）についても記述する。

## 歴史

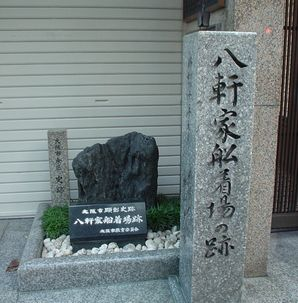
八軒家船着場跡石碑（大阪市顕彰史跡）。天満橋駅から土佐堀通を挟んだ向かいにある昆布店の軒先に建っている。
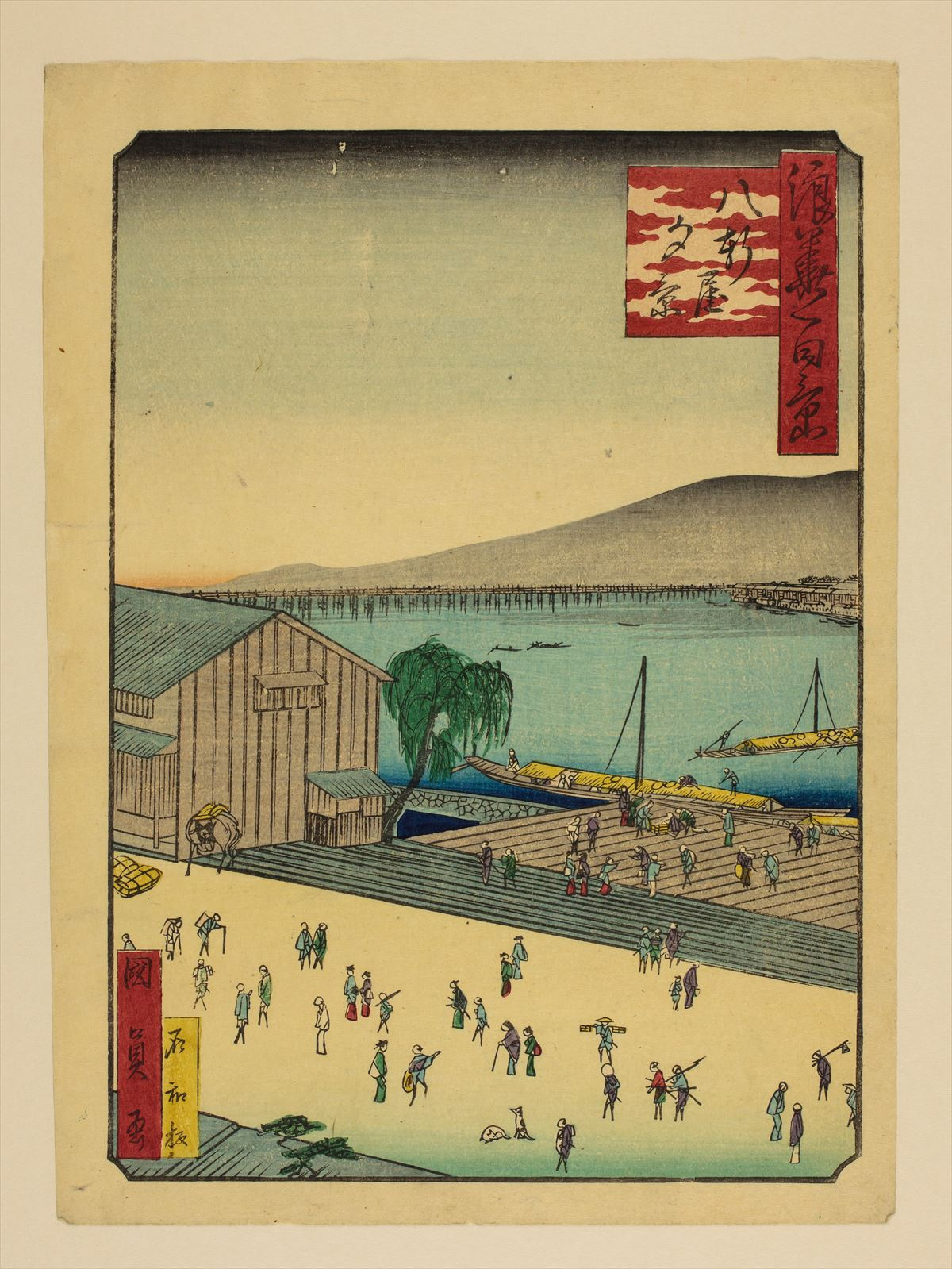
八軒屋夕景 (浪花百景) 1800年代。歌川國員/画

上町台地北端の西麓、天満橋と天神橋の間において、平安時代までに渡辺津（わたなべのつ）と呼ばれる外港が成立した。大江、国府津、窪津、楼津などとも呼ばれ、摂津国の政治の中心であった渡辺の地はまた、四天王寺、住吉大社、高野山、そして熊野三山への参詣道である熊野街道の起点として駅楼が置かれ、海陸交通の要地として栄えた。
大阪平野の形成にともなって西へ移動した河口と離れて河港に姿を変えたことや、遷都等の要因によって外港としての役割は縮小したが、同地における寄港地としての機能は近世以降も残ることになる。
江戸時代には、同地は船宿などが8軒並んでいたことから「八軒家浜」と呼ばれるようになり、伏見と大坂を結ぶ「三十石船」と呼ばれる過書船のターミナルとなるなど、淀川舟運の要衝として栄えた。
このころの八軒家浜の様子は多くの文芸・美術作品に描かれている。十返舎一九『東海道中膝栗毛』第八編には、舟を下りた弥次郎兵衛と北八が「大坂の八軒家」で上陸する場面がある。また摂津名所図会「八軒屋」、浪花百景「八軒屋夕景」が知られる。
明治以降に舟運は衰退。1911年に大阪市電今橋天満橋筋線が土佐堀通に敷設されたが、1923年から1944年まで御祓筋（熊野街道）との交点に同線単独の八軒家停留場が設置されていた。

## 八軒家浜船着場

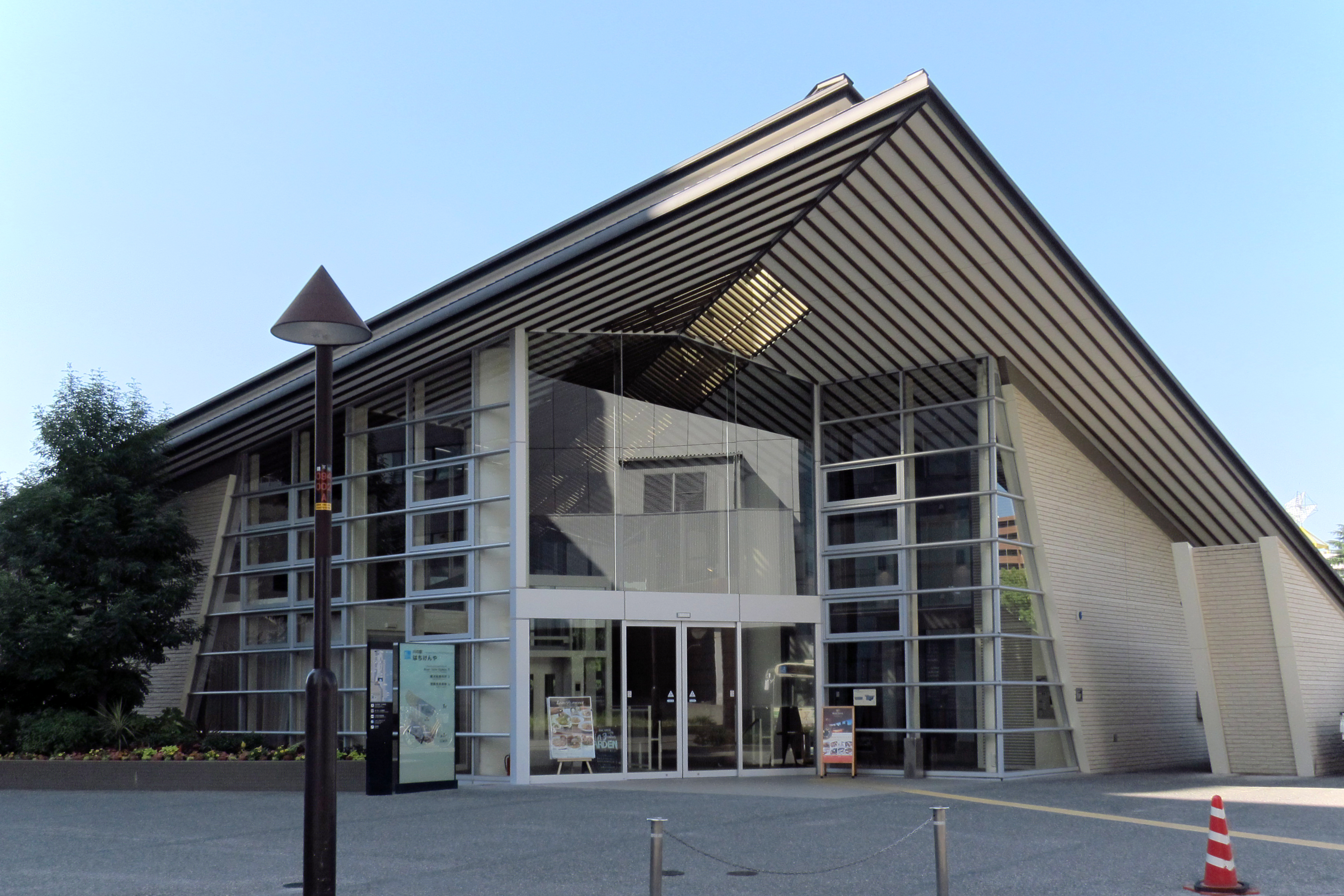
『川の駅』はちけんや
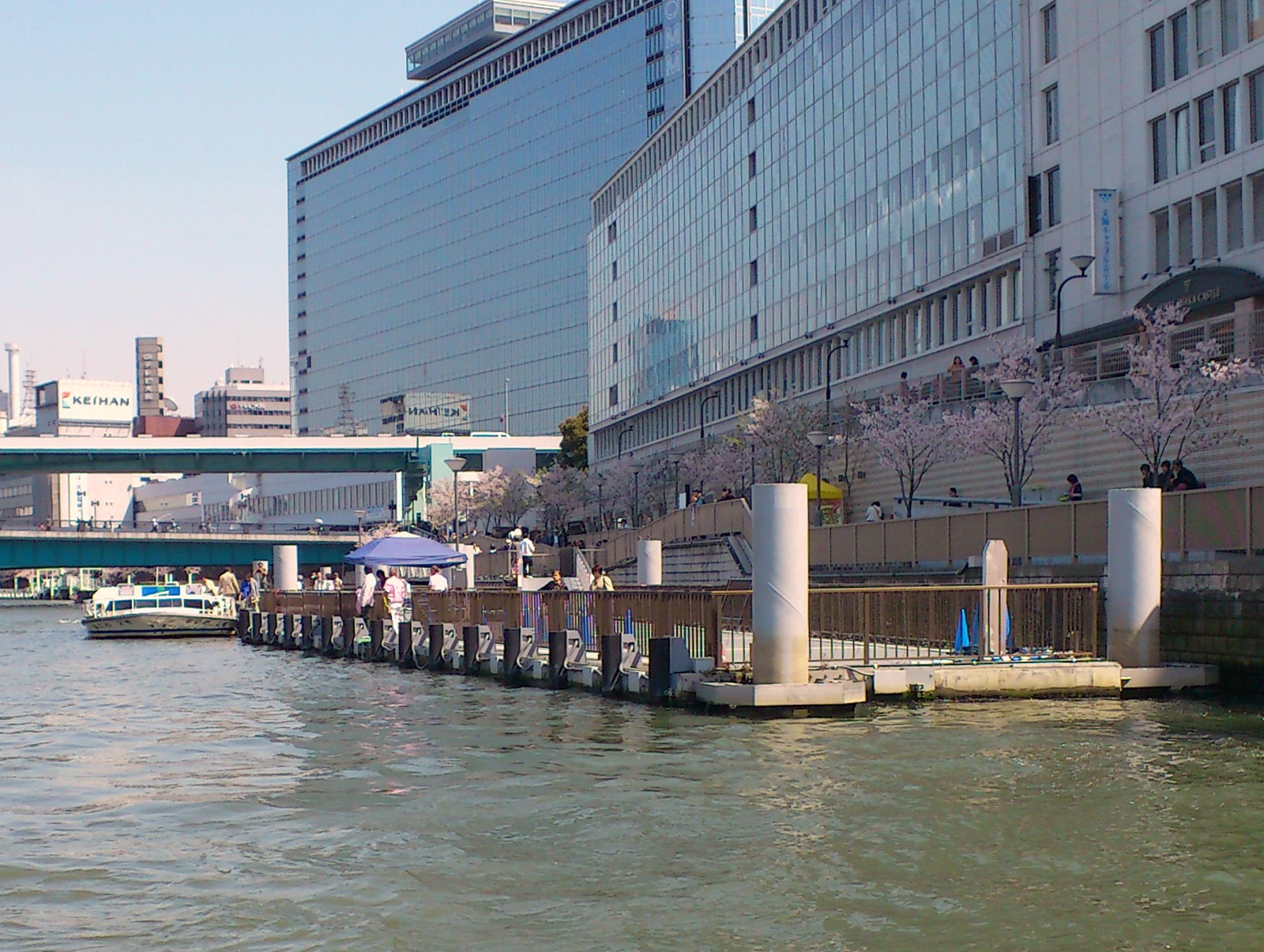
八軒家浜船着場（河口側より）と天満橋駅ビル（京阪シティモール）

「往時の八軒家浜のにぎわいを水都大阪の再生の拠点とするため」として、大阪市によって、2008年3月29日、中央区天満橋京町に八軒家浜船着場が開設された。2009年8月1日には観光船案内所、情報発信スペース、レストランからなる「『川の駅』はちけんや」が中央区北浜東に開業した。
なお、現在この付近の大川左岸は埋立造成地および将棊島だった場所にあたるため、土佐堀通の位置にあった往時の八軒家浜とは場所が異なる。
大阪水上バス、遊覧観光船、屋形船が発着する。岸壁には、3隻の船が同時に着岸できる。
大川沿いに、天神橋まで続く遊歩道が整備されている。

### アクセス
天満橋駅に隣接・直結している。
鉄道
- 天満橋駅
  - 京阪本線・中之島線／地下鉄谷町線

バス
- 「天満橋」バス停
  - 大阪シティバス（旧・大阪市営バス） 10号系統・21号系統・31号系統・46号系統・62号系統
- 定期観光バス『OSAKA SKY VISTA』（近鉄バス）は降車のみ可能（乗車はJR大阪駅高速バスターミナルのみ）[2]